# Frank Aiken

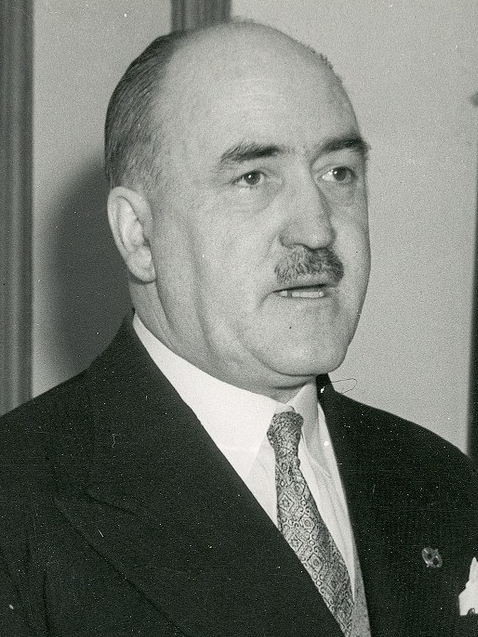
Frank Aiken in 1944

Frank Aiken (Camlough, 13 februari 1898 - Dublin, 18 mei 1983) was een van de leiders van de Irish Republican Army, mede-oprichter van de politieke partij Fianna Fáil en een latere Ierse politicus.
Na middelbaar onderwijs te hebben gevolgd in Newry sloot Aiken zich in 1914 aan bij de Irish Volunteers. Enkele jaren later werd hij binnen Sinn Féin tot voorzitter verkozen. Tijdens de Ierse Onafhankelijkheidsoorlog leidde hij een van de divisies van de IRA, die verschillende grote aanslagen pleegde. In 1923 werd hij voor het eerst gekozen als lid van Dáil Éireann, waarna Aiken tot aan zijn pensioen in 1973 bij iedere nieuwe verkiezing werd herkozen. Hij geldt hiermee als een van de langstzittende Fianna Fáil-leden. Aiken was achtereenvolgens Minister van Defensie (1932–1939), Minister voor "Coördinatie van Defensieve Maatregelen" (1939–1945), Minister van Financiën (1945–1948) en Minister van Buitenlandse Zaken (1951–1954 & 1957–1969). Van 1965 tot 1969 was Aiken ook Tánaiste. Zijn grootste politieke rol vervulde Aiken direct na de oorlog als Ierse Minister van Financiën in de Europese Unie en de raad van Europa, totdat hij bij de verkiezingsnederlaag van Fianna Fáil in 1948 deze functie moest neerleggen. 
In 1973 besloot Aiken, ondanks aandringen van de demissionaire president Éamon de Valera, niet mee te doen aan de Ierse presidentiële verkiezingen. In Aikens plaats stelde Erskine Hamilton Childers zich namens Fianna Fáil kandidaat en won.